# 高松丸亀町壱番街

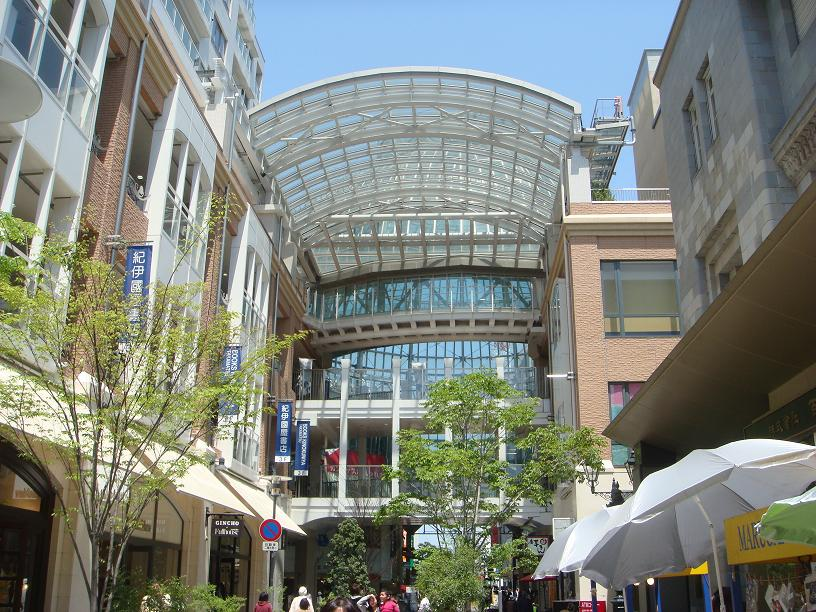
丸亀町壱番街

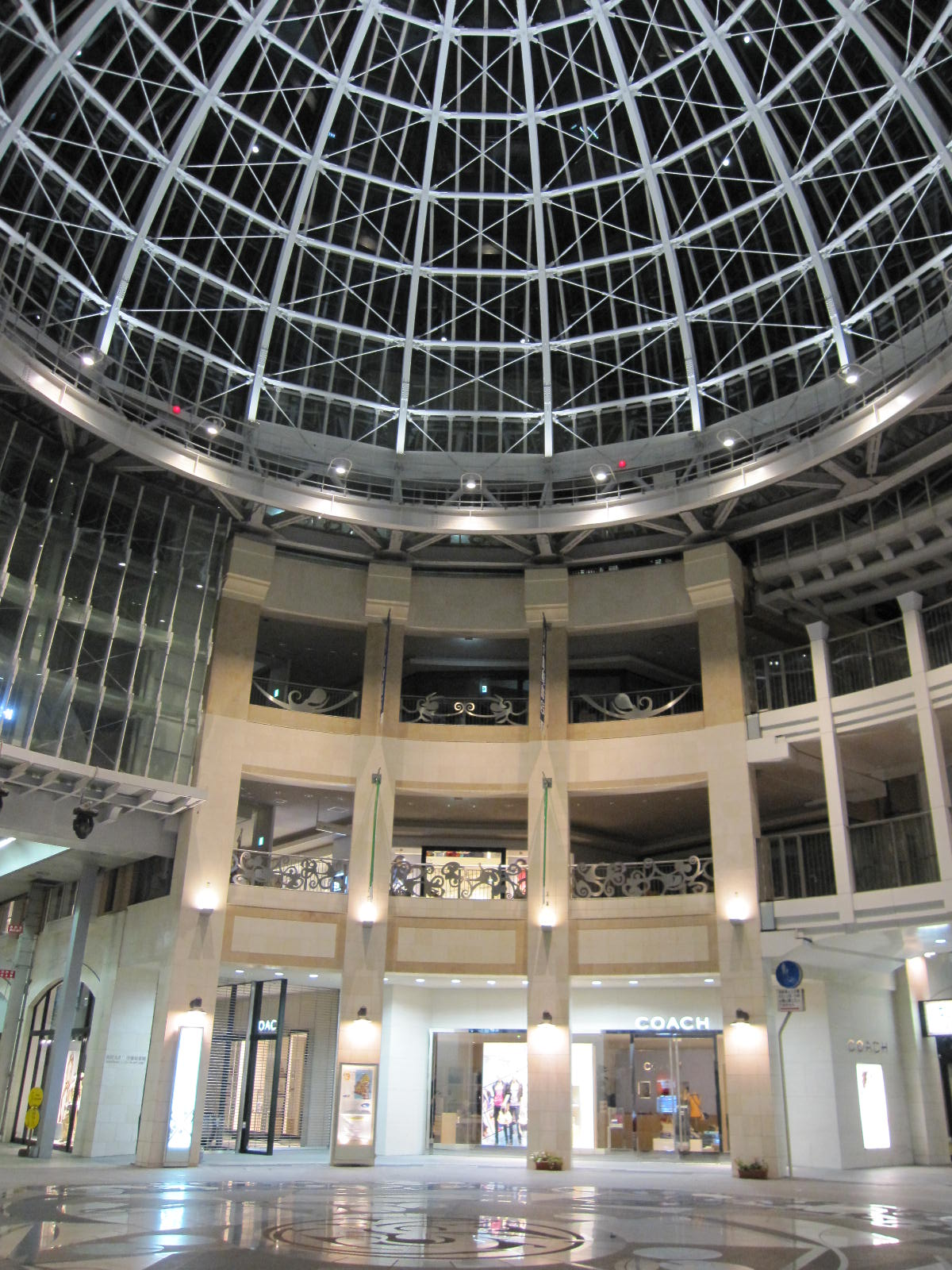
丸亀町壱番街（夜）

高松丸亀町壱番街（たかまつまるがめまちいちばんがい）は、香川県高松市の高松丸亀町商店街にある再開発ビルである。低層階に商業施設、高層階に分譲マンションを備えたツインタワーで構成される。
高松丸亀町まちづくり株式会社により2006年12月に建設され、高さ日本一のアーケード建築を有する。

## テナント
- 高松三越（サテライト店舗）
- コレクション コニシ
- 松風庵かねすえ
- パパス　マドモアゼルノンノン
- マックスマーラ
- ギンチョウ アンド フルハウス
- ヨーガンレール
- パパスカフェ
- 丸亀町レッツホール／カルチャールーム
- 中華料理　李府
- 陽子レディスクリニック
- 丸亀町クリニック

### 過去に入居していたテナント
- 紀伊國屋書店 2017年5月末撤退[1]

## 交通アクセス
- 鉄道
  - 高松琴平電気鉄道・片原町駅から徒歩5分。
  - まちなかループバス　三越前バス停から徒歩1分
  - JR高松駅から徒歩15分。
- 自転車
  - 丸亀町壱番街駐輪場[2] 3ヶ所